# نرجس النجار
نرجس النجار (بالفرنسية: Narjiss Nejjar)‏ هي مخرجة وكاتبة سيناريو مغربية ولدت سنة 1971 بطنجة.

## السيرة الذاتية
درست نرجس في المدرسة العليا للإخراج السمعي البصري بباريس، حيث درست كل ما يتعلق بالأفلام، وبدأت مشوارها في عالم الفن سنة 1994.
في عام 2000، قامت نرجس النجار بإنشاء شركة إنتاج تحت اسم أفلام أرض الجنوب (Terre Sud Films).
في عام 2003، أخرجت أول فيلم روائي طويل لها تحت عنوان عيون جافة، وقد عرض في مهرجان كان السينمائي في إطار أسبوعي المخرجين، وكذلك في مهرجان الرباط الدولي للفيلم في نسخته الرابعة حيث تلقى الجائزة الكبرى.
وعلاوة على ذلك، ألفت أيضا رواية كراسات البصمات (Cahier d'empreintes) سنة 1999.
وتعد نرجس ابنة الروائية نفيسة السباعي.

## الأفلام
أخرجت نرجس عدة أفلام من بينها أفلام وثائقية وأخرى تندرج الخيال العلمي وهي :
- 1994 : مطلب كرامة (وثائقي) L'Exigence de la dignité.
- 1996 : خدوج، ذاكرة تارغا (وثائقي).
- 2001 : السماوات السبع (فيلم قصير).
- 2001 : مرآة مجنون (فيلم قصير).
- 2002 : الطبق أو ضفة البكماء (La Parabole ou La Rive des muets) (فيلم قصير).
- 2003 : العيون الجافة.
- 2006 : انهض يا مغرب (Wake Up Morocco).
- 2009 : البيضاويات (Les Casablancaises).
- 2010 : Terminus des anges (فيلم جماعي).
- 2011 : عاشقة من الريف.
- 2018 : بلا موطن.

## وصلات خارجية
- نرجس النجار على موقع IMDb (الإنجليزية)
- نرجس النجار على موقع ألو سيني (الفرنسية)
- نرجس النجار على موقع أول موفي (الإنجليزية)
- نرجس النجار على موقع كينوبويسك (الروسية)
- نرجس النجار على ألو سيني (بالفرنسية)